# Gérard Hausser
Gérard Hausser (Strasbourg, 1941. október 28. –) francia válogatott labdarúgó.

## Pályafutása

### A válogatottban
1965 és 1966 között 14 alkalommal szerepelt a francia válogatottban és 2 gólt szerzett. Részt vett az 1966-os világbajnokságon.

## Sikerei, díjai
RC Strasbourg
- Francia kupa (1): 1965–66